# Gnodar-Åsmund
Gnodar-Åsmund var, enligt vikingatida legender, en forntida sagohjälte som en gång för länge sedan styrt till havs med världens största skepp, Gnod. Han skall dock - efter en rad sagolika äventyr - ha omkommit på färden med hela sin besättning. Ett ofantligt roddarskepp, längre än alla andra kända ristade skepp och med hundratals man i besättningen, finns ristat i Kville socken, Bohuslän, och kanske har konstnären velat framställa Gnod, vilket kan ses som en pastisch på det grekiska skeppet Argo med Åsmund som en nordisk Jason (argonauternas hövding). Spillror efter Gnod skall ha hittats i Medelhavet.[källa behövs]
Gnodar-Åsmund kan vara densamme som Åsmund Kämpabane.